# Уянкуль
Уянкуль (баш. Өйәңкеле) — деревня в Нуримановском районе Республики Башкортостан Российской Федерации. Входит в состав Новокулевского сельсовета.

## География

### Географическое положение
Расстояние до:
- районного центра (Красная Горка): 28 км,
- центра сельсовета (Новокулево): 13 км,
- ближайшей ж/д станции (Иглино): 49 км.

## Население
| 2002 | 2009 | 2010 |
| ---- | ---- | ---- |
| 30   | ↘20  | ↘19  |

Национальный состав
Согласно переписи 2002 года, преобладающая национальность — башкиры (90 %).